# Pavel Alekseyevich Belov
Pavel Alekseyevich Belov (tiếng Nga: Павел Алексеевич Белов; 18 tháng 2 năm 1897 - 3 tháng 12 năm 1963) là một Thượng tướng Quân đội Liên Xô và Anh hùng Liên Xô. Ông được xem là một trong những huyền thoại và là một trong những vị tướng kỵ binh Liên Xô vĩ đại nhất cùng với Lev Dovator và Issa Pliyev. Ông từng chỉ huy đơn vị thiết giáp của mình đóng vai trò nòng cốt trong việc ngăn chặn lực lượng thiết giáp của Đức trước cửa ngõ Moskva cũng như dẫn đầu các cuộc phản kích vào Cụm tập đoàn quân Trung tâm Đức vào năm 1942. Trên cương vị Tư lệnh Tập đoàn quân 61, ông đã chỉ huy đơn vị tham chiến trong Trận Kursk năm 1943 và sau đó, là các Chiến dịch Bagration và Cuộc tấn công Riga. Đơn vị ông cũng giữ vai trò]] quan trọng trong việc làm thất bại cuộc tấn công Pomerania của Đức vào đầu năm 1945 và tham chiến trong Trận Berlin.

## Khởi đầu binh nghiệp
Sinh ra ở Shuya ngày 18 tháng 2 năm 1897, khi ở tuổi thanh niên, Pavel Belov làm việc trong ngành đường sắt. Nhập ngũ vào quân đội Đế quốc Nga tháng 5 năm 1916, Belov đã trở thành một binh sĩ trong Trung đoàn Kỵ binh dự bị 4. Sau khi tốt nghiệp một khóa đào tạo độc lập cấp trung đoàn trong tháng 2 năm 1917, ông đã được gửi đến phục vụ như một hạ sĩ quan (unter-ofitser) với tại Trung đoàn khinh kỵ binh số 17. Do có trình độ học vấn trên trung bình, Belov được chọn vào khóa học dự bị tại Trường chuẩn sĩ quan <i id="mwIw">Praporshchik</i> số 2 của Kyiv vào tháng 9. Được cho nghỉ phép vào cuối tháng 11 sau Cách mạng Tháng Mười, Belov đã không trở lại quân đội.
Sau khi gia nhập Hồng quân vào tháng 7 năm 1918 trong Nội chiến Nga, Belov được bổ nhiệm làm giáo viên hướng dẫn Vsevobuch tại Quân khu Yaroslavl, nơi ông đào tạo quân sự cho công nhân đường sắt. Ông chỉ huy một trung đội của Tiểu đoàn kỵ binh biệt động ở Tambov từ tháng 7 năm 1919, và đến tháng 2 năm 1920 chuyển sang chỉ huy một trung đội của Trung đoàn kỵ binh dự bị số 1 của Phương diện quân Nam. Belov trở thành bí thư chi bộ và phụ tá trung đoàn vào tháng 5, vào tháng 10 được chuyển đến Mặt trận Kavkaz, phục vụ tại đây với tư cách là chỉ huy phân đội của các Trung đoàn Kỵ binh Dự bị 1 và 2.

## Thời kỳ giữa cuộc chiến
Sau khi Nội chiến kết thúc, Belov được bổ nhiệm làm trợ lý chỉ huy Trung đoàn kỵ binh dự bị số 1 thuộc Sư đoàn súng trường 2 Sông Don vào tháng 6 năm 1921. Tháng 9 năm đó, ông được điều động đến Sư đoàn Kỵ binh 14 để giữ chức vụ trợ lý chỉ huy Trung đoàn Kỵ binh 82, và sau đó được bổ nhiệm làm chỉ huy trưởng trung đoàn này. Sau khi tốt nghiệp Khóa học Nâng cao Kỵ binh dành cho Chỉ huy cấp cao của Quân khu Bắc Kavkaz vào tháng 8 năm 1927, Belov được bổ nhiệm làm chỉ huy Phân đội Dự bị Biệt kích số 60 thuộc Sư đoàn Kỵ binh số 10 (được đánh số lại từ số 14), khi đó đóng quân tại Quân khu Moskva. Sau khi giữ chức vụ trợ lý trưởng phòng 4 của bộ tham mưu quân khu từ tháng 5 năm 1929, vào tháng 6 năm 1931 Belov trở thành sĩ quan được giao nhiệm vụ đặc biệt dưới quyền Semyon Budyonny, người lúc đó là thành viên của Hội đồng Quân nhân Cách mạng. Tháng 9 năm 1932, ông được bổ nhiệm làm trợ lý thanh tra kỵ binh tại Thanh tra kỵ binh, trước khi tốt nghiệp Học viện Quân sự Frunze năm 1933.
Belov được điều đến Sư đoàn kỵ binh Samara số 7, đóng tại Quân khu Belorussia, vào tháng 1 năm 1934, giữ chức vụ trợ lý chỉ huy và sau đó kế nhiệm chức vụ chỉ huy sư đoàn. Được phong cấp bậc Lữ đoàn trưởng (kombrig) vào tháng 11 năm 1935, ông trở thành tham mưu trưởng Quân đoàn kỵ binh 5 vào tháng 7 năm 1937, và tham gia vào cuộc xâm lược Ba Lan của Liên Xô vào tháng 9 năm 1939. Sau khi đựợc thăng cấp lên Sư đoàn trưởng (komdiv), Belov được đồng hóa sang quân hàm Thiếu tướng vào tháng 6 năm 1940, và đến tháng 10 năm đó được bổ nhiệm làm chỉ huy Sư đoàn súng trường số 96 của Quân khu đặc biệt Kyiv. Tháng 3 năm 1941, ông thăng làm chỉ huy Quân đoàn Kỵ binh 2.

## Chiến tranh Vệ quốc vĩ đại

### Chiến dịch Barbarossa
Sau khi Chiến dịch Barbarossa bắt đầu, Belov đã chỉ huy quân đoàn chiến đấu trong đội hình Phương diện quân Nam, hoàn thành một số nhiệm vụ chiến đấu để nhanh chóng chi viện cho các tập đoàn quân 9 và 18 của Phương diện quân Nam và giữ vững phòng tuyến Dniester. Ông đã tiến hành một cuộc rút lui chiến thuật từ Tiraspol đến Kiev. Trong chiến dịch Kiev, kết thúc bằng việc quân đội Liên Xô bị đánh bại ở Ukraina, ông đã tiến hành các trận đánh phòng thủ thành công theo hướng Romny-Shtepovka, và thậm chí còn phát động một cuộc phản công mạnh mẽ ở khu vực này, giúp cứu được một phần quân bị bao vây.
Trong cuộc tấn công tháng 10 năm 1941 của quân Đức vào Moskva, Cụm tập đoàn quân Trung tâm của Đức đã bị mắc kẹt trong bùn. Những giai đoạn lầy lội này được quan tâm đặc biệt vì chúng đã tăng cường hoạt động của kỵ binh Belov khi nó đánh bại Sư đoàn cơ giới 25 đang sa lầy của Đức vào tháng 9 năm 1941. Bùn lầy cũng là một yếu tố khiến Hồng quân không hỗ trợ được Quân đoàn kỵ binh cận vệ 1 của Belov 'trở lại phòng tuyến quân ta sau cuộc đột kích kéo dài 5 tháng vào phía sau phòng tuyến của quân thù Đức vào tháng 4 năm 1942.

### Trận chiến Moskva
Tháng 9 năm 1941, Quân đoàn kỵ binh số 2 của Belov đã được điều động đến Phương diện quân Tây để bảo vệ các hướng tiếp cận Moskva. Đến cuối tháng 10, sau khi chiến đấu ở hai bên sườn cuộc tấn công của quân Đức tại Orel và Tula, Quân đoàn kỵ binh 2 được rút khỏi phòng tuyến và đưa vào lực lượng dự bị của Stavka để được bổ sung. Ngày 26 tháng 11, nó được đổi tên thành Quân đoàn kỵ binh cận vệ 1. Các sư đoàn của quân đoàn cũng nhận được danh hiệu 'Cận vệ' (Гвардия). Với sự ủng hộ của tướng Georgy Zhukov, Belov đã đề đạt trực tiếp lên Stalin về việc tái vũ trang quân đoàn của ông, bổ sung thêm các vũ khí mới để thay thế các vũ khí đã bị hư hao.

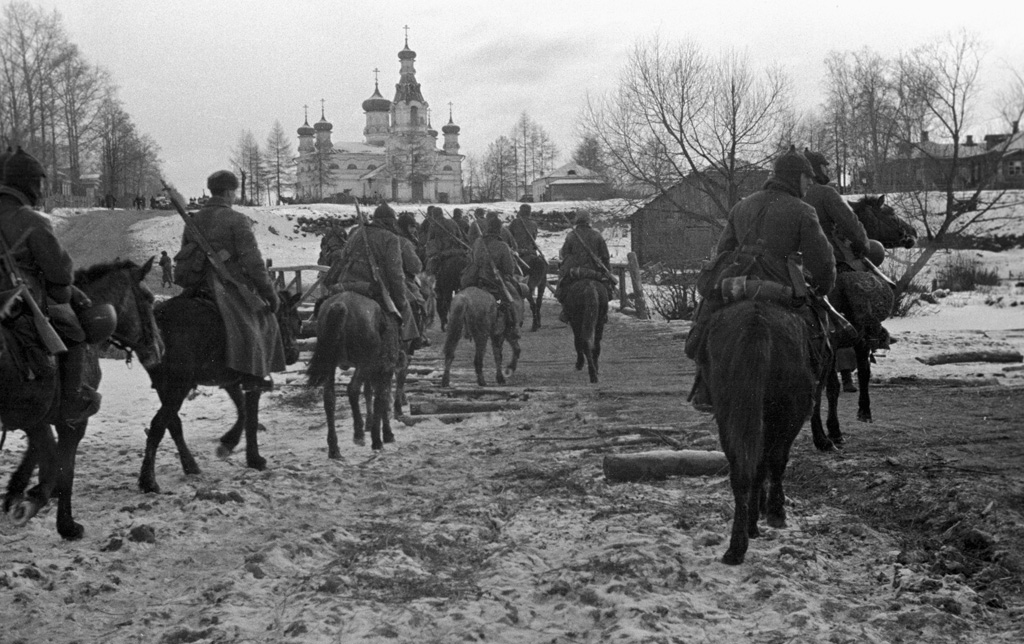
Quân đoàn kỵ binh của tướng Belov trong cuộc hành quân năm 1941.

Đơn vị của Belov đóng vai trò quan trọng trong việc ngăn chặn Chiến dịch Typhoon của Đức. Đặc biệt với việc ngăn chặn lực lượng thiết giáp của Heinz Guderian bên ngoài Kashira ở sườn phía nam của Moskva, tạo điều kiện cho cú đánh đầu tiên trong cuộc phản công của Phương diện quân Tây ở ngoại ô Moskva để hạ gục Tập đoàn quân thiết giáp số 2 của Guderian sau này. Đến ngày 5 tháng 12, cuộc tấn công bằng thiết giáp của Guderian đã phải dừng lại trước các tuyến phòng thủ ngoan cường của Quân đoàn kỵ binh cận vệ 1 của Belov. Sự xâm nhập của Guderian đã lên đến đỉnh điểm khi hình thành một mũi nhọn ở vùng đông bắc Tula, đe dọa các thị trấn Kashira và Riazan. Tập đoàn quân thiết giáp số 2 đã sẵn sàng tiến vào Moskva từ phía nam và tây nam. Quân đoàn của Belov cùng với các Tập đoàn quân số 50 và 10 đã chống lại lực lượng dường như không thể ngăn cản của Tập đoàn thiết giáp số 2 do vị tướng chỉ huy trước thời điểm này đã từng chinh phục toàn bộ châu Âu. Quân Đức dù có có lợi thế hơn về quân số, trang thiết bị và xe tăng khi mà tuyến trước trung bình có sự chênh lệch về xe tăng 3-1 nghiêng về phía Guderian. Tuy nhiên, quân đoàn của Belov không chỉ anh dũng giữ vững vị trí của mình sau nhiều đợt phản công của quân Đức mà một số đơn vị còn là đơn vị phản công đầu tiên vào đêm 27 rạng ngày 28 tháng 11. Vào đêm trước ngày 5 tháng 12, Quân đoàn kỵ binh cận vệ 1 được tăng cường với Lữ đoàn xe tăng 9 dẫn đầu cuộc tấn công cùng với Sư đoàn súng trường số 173 trong khu vực lân cận Gritchino. Ở sườn phía Tây của Quân đoàn là tập đoàn quân 50 đã bảo vệ thành công Tula, nó tấn công cùng với tập đoàn quân 10 che sườn phía đông của Belov. Các đơn vị Hồng quân đã đập tan sư đoàn thiết giáp số 17 của Đức, sư đoàn cơ giới 17 và sư đoàn thiết giáp số 18, khiến nhiều thị trấn và làng mạc được giải phóng.
Đơn vị của Belov sau đó đã giải phóng thành phố quan trọng Stalinagorsk sau khi có được sự hỗ trợ của Sư đoàn súng trường 330 thuộc Tập đoàn quân 10, sau cố gắng ban đầu bất thành. Để ngăn cản bước tiến của Belov, quân Đức đã cho nổ một con đập với hy vọng ngăn chặn hoặc ít nhất là làm chậm Belov. Tuy nhiên, với thành công của các Tập đoàn quân 10 và 50, Quân đoàn kỵ binh cận vệ 1 đã có thể đánh đuổi quân Đức cách xa Moskva nhất là 250 km, sự kiện này đã buộc Hitler phải sa thải Heinz Guderian.

### Trận chiến tại Rzhev
Trong cuộc phản công và tổng tiến công của quân đội Liên Xô ở hướng Tây, Quân đoàn kỵ binh cận vệ 1 dưới sự chỉ huy của Belov đã hơn một lần xuất hiện trong các trận chiến: sau chiến dịch Rzhev-Vyazma (1942), bị bao vây, ông đã chiến đấu ở hậu phương của địch hơn 5 tháng. Quân đoàn kỵ binh cận vệ 1 của Belov cùng với Tập đoàn quân 33 đã kiểm soát một khu vực từ phía nam Smolensk-Vyazma với diện tích 2500 km vuông / diện tích 1553 dặm vuông. Trong vòng vây, Belov đã tập hợp được 20.00 người từ kỵ binh, du kích, lính dù và súng trường, được yểm trợ bởi một tiểu đoàn gồm 8 xe tăng gồm 1 xe tăng hạng nặng KV và 1 xe tăng hạng trung T-34.
Một sự ghi nhận nhất định đối với công lao của Belov trong giai đoạn đầu của cuộc chiến có thể là việc Tổng tham mưu trưởng quân đội Wehrmacht, Franz Halder, nhắc đến vị tướng này nhiều lần trong nhật ký tác chiến, thường xuyên hơn bất kỳ chỉ huy Liên Xô nào.
Quân đoàn kỵ binh cận vệ 1 đã thoát được vòng vây, nhưng Quân đoàn kỵ binh 11 thì không làm được như vậy.

### Từ Kursk đến Berlin
Từ tháng 6 năm 1942 cho đến khi chiến tranh kết thúc, Belov chỉ huy Tập đoàn quân 61. Tập đoàn quân đã chiến đấu các trận chiến phòng thủ và tấn công ở phía nam và tây nam Bely cho đến giữa năm 1943. Là một phần của Phương diện quân Bryansk, họ tham gia Chiến dịch Oryol vào tháng 7 và tháng 8 năm 1943. Chỉ huy Tập đoàn quân 61, Belov đã đặc biệt chứng tỏ mình trong trận chiến Dnepr: từ ngày 26 tháng 9 đến ngày 1 tháng 10 năm 1943, các đội hình và đơn vị của quân đội vượt qua Dnieper gần làng Lubech và chiếm được đầu cầu ở hữu ngạn. Khi vượt qua thành công Dnepr, Belov đã được phong tặng danh hiệu Anh hùng Liên Xô. Sau đó, quân đội tham gia các chiến dịch tấn công Gomel-Rechitsa, Kalinkovichi-Mozyr, Belorussian, Riga, ngăn chặn nhóm Courland, trong các chiến dịch tấn công Warsaw-Poznan, Đông Pomeranian và Berlin. 

## Sau chiến tranh
Sau Thế chiến thứ hai, ông chỉ huy Quân khu Nam Ural trong mười năm. Sau đó, ông là chủ tịch Hiệp hội Tình nguyện Hỗ trợ Quân đội, Không quân và Hải quân (DOSAAF). Belov giải ngũ năm 1960 và qua đời vào ngày 3 tháng 12 ba năm sau đó.

## Lược sử quân hàm
- Lữ đoàn trưởng (Комбриг) - 26/11/1935;
- Sư đoàn trưởng (Комдив) - 04/11/1939;
- Thiếu tướng - 04/06/1940;
- Trung tướng - 02/01/1942;
- Thượng tướng - 26/07/1944.

### Đã xuất bản
- Buttar, Prit (2012). Battleground Prussia: The Assault on Germany's Eastern Front 1944-45. Osprey Publishing. ISBN 978-1849087902.
- Harrel, John (2019). Soviet Cavalry Operations During The Second World War: The Genesis Of The Operational Manoeuvre Group. Pen & Sword Military. ISBN 978-1849087902.

### Trực tuyến
- Tucker, Spencer (2011). "Belov, Pavel Alekseyevich (1897 - 1962)". ABC-CLIO. Truy cập ngày 29 tháng 5 năm 2015.